# دادة الوم
دادة الوم (بالفارسية: داده الوم) هي قرية تقع في غلستان في إيران. يقدر عدد سكانها بـ 238 نسمة بحسب إحصاء 2016.